# Площадь Святого Марка (Флоренция)
Площадь Святого Марка (Piazza San Marco) расположена в северной части исторического центра Флоренции.
Площадь имеет четырёхугольную форму. С севера к ней примыкают церковь и монастырь Сан-Марко, в честь которых она и получила своё название. В центре этого пространства расположен памятник в виде бронзовой статуи генерала Манфредо Фанти, умершего во Флоренции. Статуя отлита в 1873 году скульптором Папи по модели Пио Феди. Рядом с памятником — небольшой сквер с клумбами.

## История
Появление площади относится к первой половине XV века, когда Козимо Медичи Старый поручил архитектору Микелоццо построить церковь и женский монастырь для монахов ордена сильвестринцев. Позже эти сооружения передали доминиканцам из монастыря Сан-Доменико во Фьезоле.
Во времена Савонаролы комплекс Сан-Марко был местом столкновения его последователей и их противников. Сооружения пострадали в ходе пожара. Церковь оставалась без фасада до 1780 года, когда её реконструировали и придали внешнему облику неоклассический стиль.

## Здания и сооружения
На площади со стороны Виа Баттисти находится здание с красной штукатуркой, в котором когда-то располагался Колледж исследований, а ныне — центральный офис ректора Флорентийского университета. На противоположном углу находится Академия изящных искусств, бывшая больница Сан-Маттео.
На углу перед Виа Арацциери находился монастырь Санта-Катерина XVI века, финансируемый за счет пожертвований семей де Росси и Ручеллаи. В монастыре также размещался госпиталь. Всё было закрыто в 1808 году, когда помещение было передано Королевскому военному командованию. Позже в здании размещалось военное министерство и казармы.
В центре площади находится памятник генералу Рисорджименто Манфредо Фанти. Здесь также находятся четыре статуи, которые олицетворяют Фортификацию, Стратегию, Тактику и Политику, а также два барельефа с военными трофеями генерала и один из эпизодов битвы при Сан-Мартино.

## Галерея

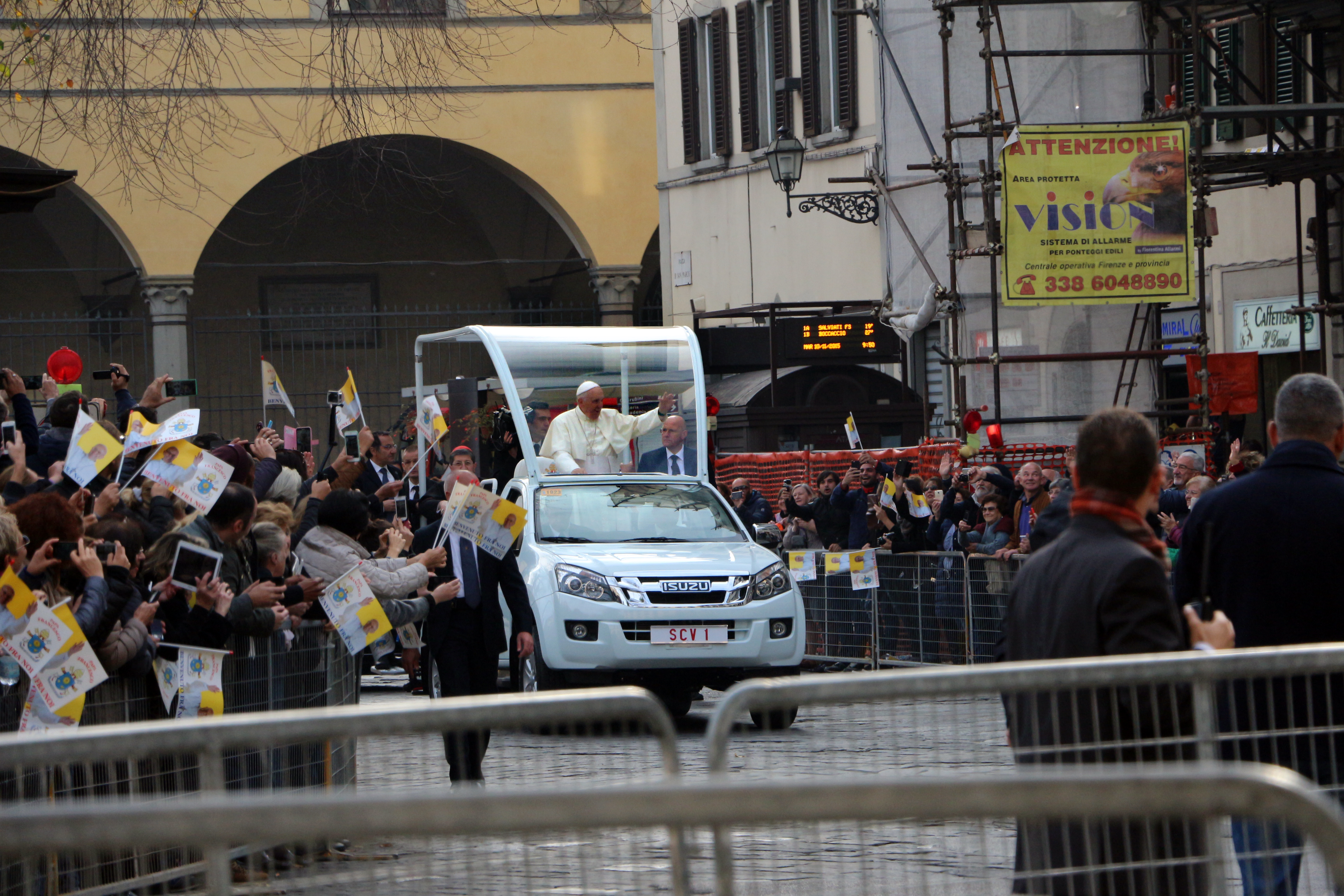
Папа Римский Франциск I на площади Святого Марка, 2015 год
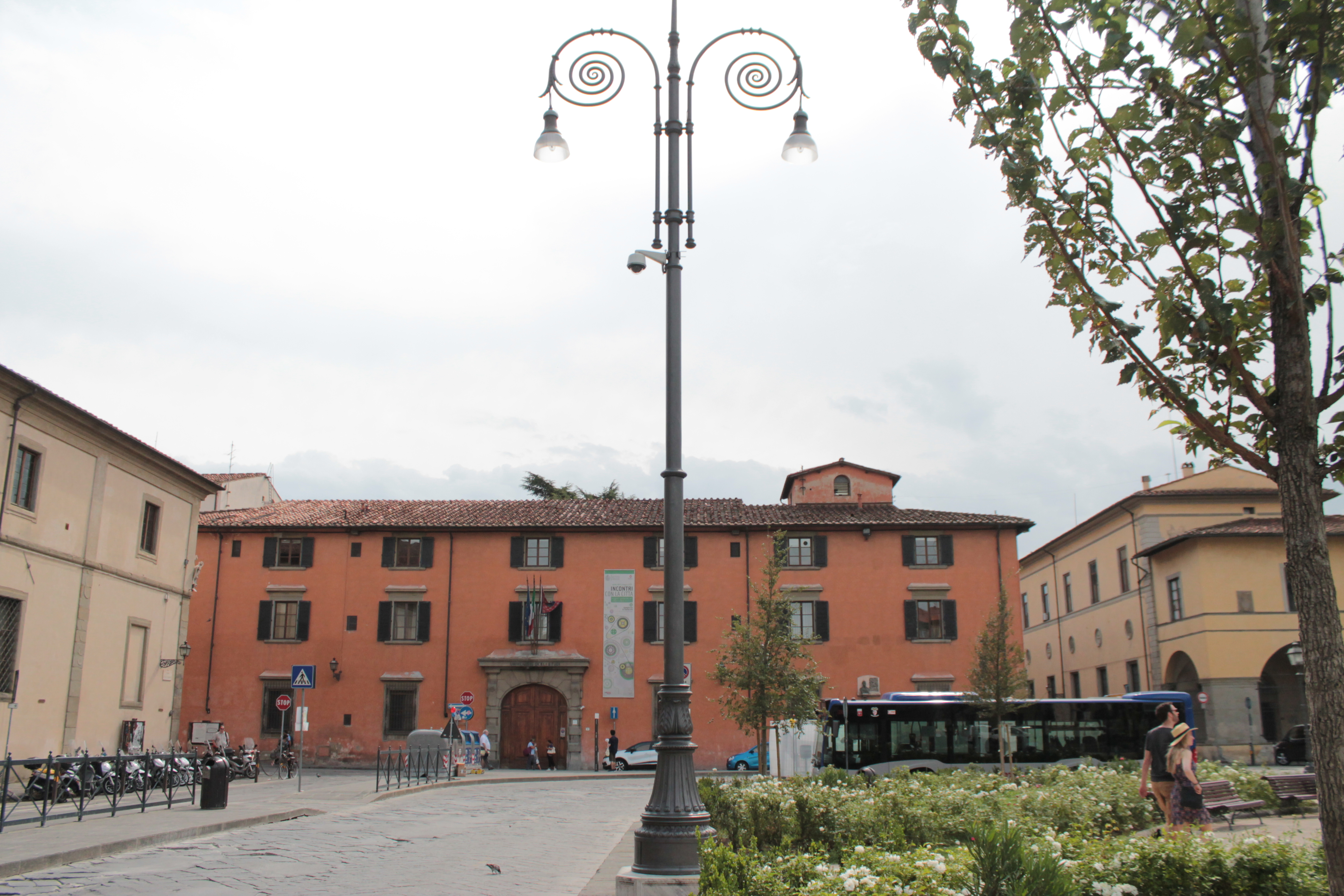
Здание, в котором расположен офис ректора Флорентийского университета
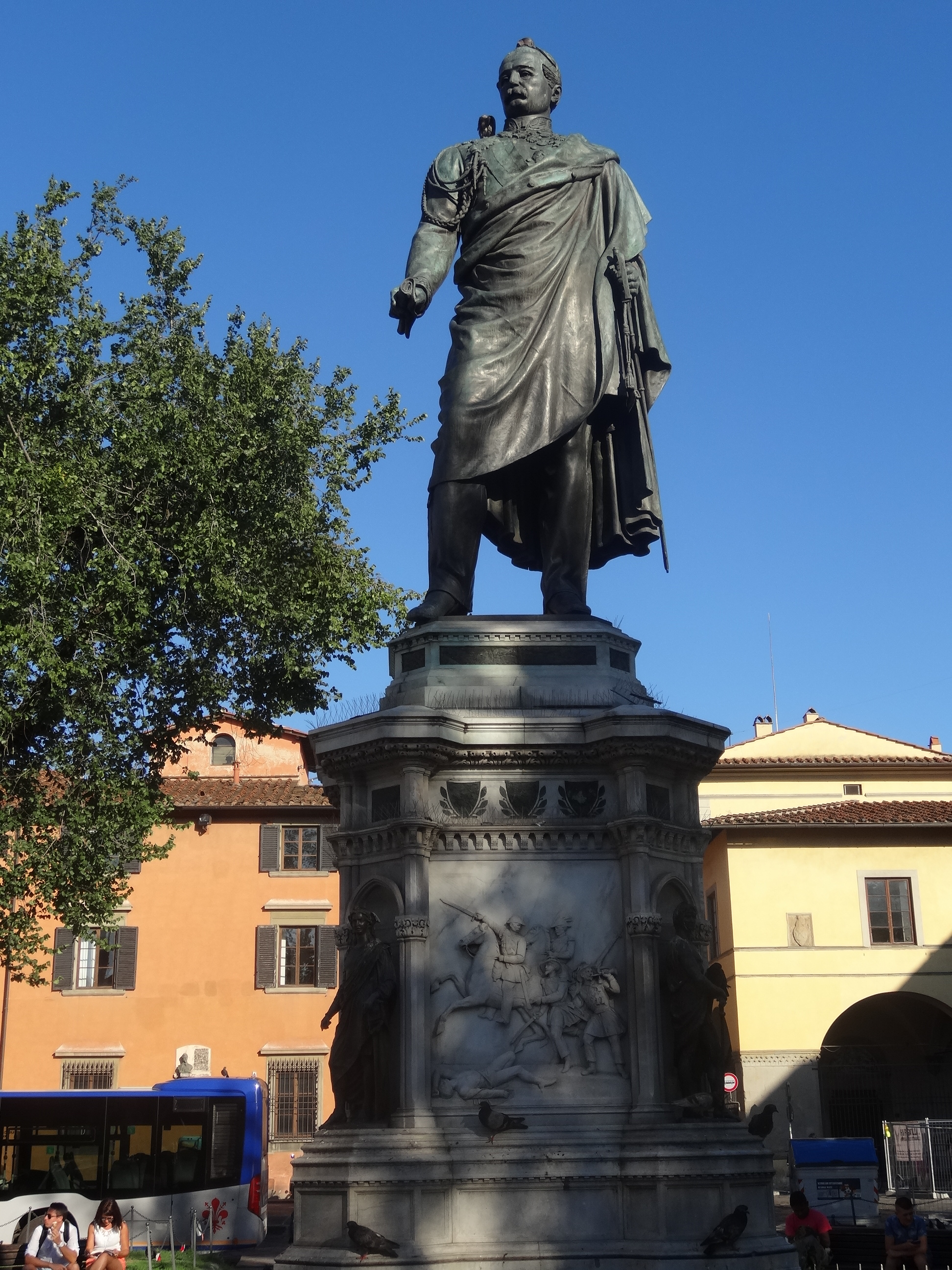
Скульптура Манфредо Фанти
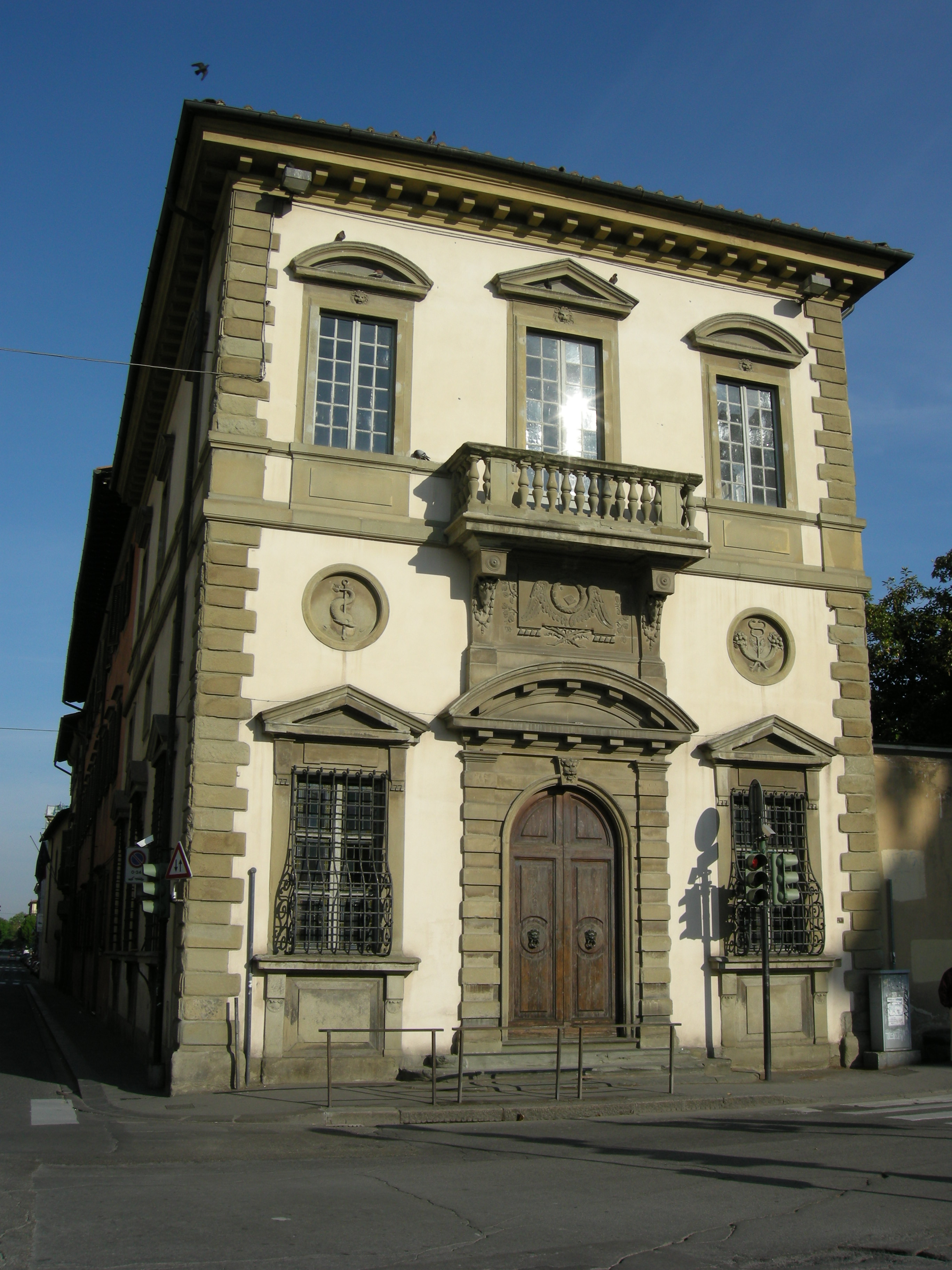
Паллацина-делла-Ливия